# Sac mortuaire

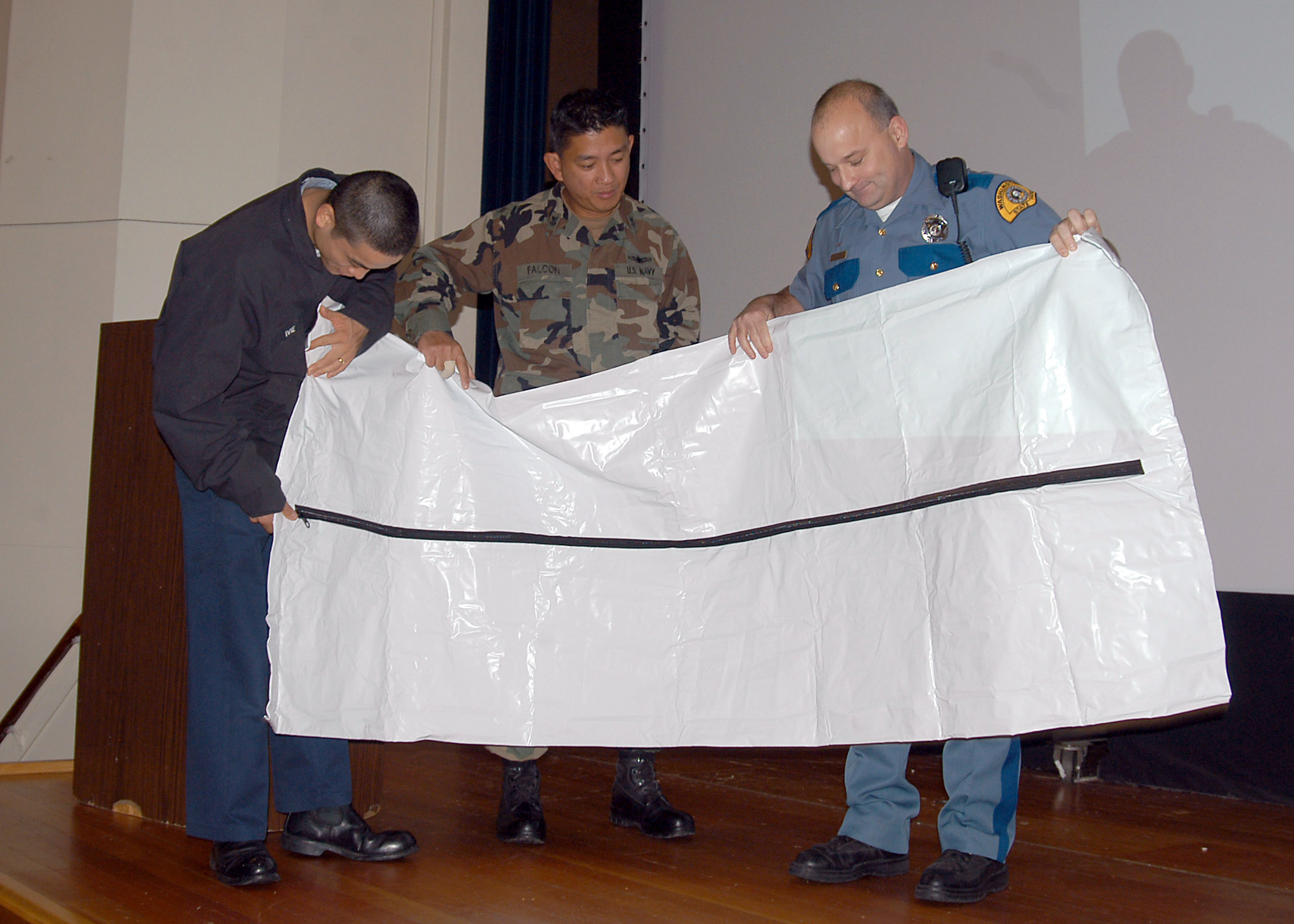
Sac mortuaire

Le sac mortuaire ou housse de corps, est une housse en nylon qui permet d'envelopper un corps humain et dont l'usage sert à transporter ou conserver un corps avant la mise en bière du défunt. En France, Selon l’article 2213-15 du code général des collectivités territoriales, celle-ci doit répondre à des caractéristiques de composition, de résistance et d'étanchéité spécifiques. En effet, elle doit être combustible dans le cas d'une crémation, biodégradable, pour réagir aux bactéries produites par la décomposition du corps, ainsi qu'étanche, pour résister à un poids supérieur de 100 kilos.